# セルゲイ・プリホチコ
セルゲイ・エドゥアルドヴィチ・プリホディコ（ロシア語: Сергей Эдуардович Приходько, ラテン文字転写: Sergei Eduardovich Prikhodko, 1957年1月12日 - 2021年1月26日）は、ロシアの外交官、政治家。元ロシア連邦政府副首相兼内閣官房長官。

## 経歴・概要
1980年モスクワ国際関係大学を卒業し、ソ連外務省に入省、駐チェコスロバキア大使館に勤務する。1986年から1987年、外交官補、ソ連外務省欧州社会主義諸国局三等書記官。1992年から1993年、駐チェコスロバキア大使館二等、一等書記官。1993年から1997年、局長、外務次官。1997年4月9日、ボリス・エリツィン大統領の補佐官となり大統領府入り。1998年9月14日、大統領府副長官に就任する。1999年2月2日、大統領府副長官兼大統領外交政策局長。2004年3月26日、大統領補佐官に転ずる。2012年5月21日、ドミートリー・メドヴェージェフ内閣の内閣官房第一副長官に就任する。
2013年5月9日、官房長官代行を経て、同年5月22日、内閣官房長官に就任する。
晩年は筋萎縮性側索硬化症を患っており、2021年1月に死去。64歳没。